# André Devigny
André Devigny (Habère-Lullin, 1916. május 25. – Rumilly, 1999. február 12.) francia katona, a Resistance tagja volt.

## Életrajza
Devigny iskolai tanár volt, aki közvetlenül a második világháború kitörése előtt, 1939-ben csatlakozott a francia hadsereghez. Gyalogsági és könnyű páncélos tisztként 1940-ben részt vett a harcokban, és júniusban megsebesült. A francia hadsereg számos tisztjéhez hasonlóan az ország megszállása után ő is a náciellenes ellenállási mozgalom tagja lett. Valentin fedőnéven Lyon térségében tevékenykedett. Együttműködött a brit Special Operations Executive (SOE) szervezetekkel, akiknek a spanyol-Marokkóba utazva információkat szolgáltatott a németekről. 1942 októberében csatlakozott a Gilbert-hálózat néven ismert ellenállási csoporthoz. Egyike lett a csoport három parancsnokának, a névadó Gilbert Groussard és Jean Cambus mellett. A csoport segített a menekülteknek Svájcba menekülni, genfi konzuljukon keresztül információkat küldött a briteknek, és szabotálta a német hadianyagokat.

## Letartóztatása és szökés a börtönből
1943 áprilisában Robert Moog beépült a csoportba, és több tagját feladta a német hatóságoknak. Köztük volt Edmée Delétraz, akit ezután a Gestapo megfigyelt. Később azzal gyanúsították, hogy elárulta Jean Moulint, a francia ellenállás egyik legismertebb tagját, de Devigny mindig hevesen védte őt ezzel a váddal szemben. Miután Devigny találkozott vele, letartóztatták és a félelmetes Montluc börtönbe küldték, amelyet szökésbiztosnak tartottak. Ott Klaus Barbie és emberei megkínozták, de nem adott nekik értékes információkat. Azonban több sikertelen szökési kísérletet is tett, és mindegyik után megbüntették. 
1943. augusztus 20-án halálra ítélték, a kivégzést augusztus 28-án kell majd végrehajtani. Devigny azonban rájött, hogyan lehet a bilincsét egy biztosítótűvel levenni. Egy kanál végét egy pontra csiszolta a cellája betonpadlóján, és azzal eltávolította a cellaajtó aljához közeli faléceket, majd átpréselte magát a nyíláson. Éjszaka ki tudott menni a cellából, és beszélgetni tudott a többi fogollyal. Augusztus 24-25-én éjjel, amikor a szökéshez optimálisak voltak a feltételek, Devigny és egy másik fogoly, akit nemrég helyeztek el a cellájában, kimászott a tetőablakon, egy takaróból és egy matrachuzatból készült kötél és egy régi lámpa keretéből kialakított kampó segítségével átmászott a tetőn, és leereszkedett az udvarra. Devigny földretepert egy őrszemet, és a saját bajonettjével leszúrta. A két rab felmászott a belső kerítőfalon, és miután a körfolyosón kerékpáron járőröző őr elhaladt mellettük, a kötél végét a csáklyával együtt átdobták egy 15 láb hosszú résen a külső falra. A kötélen átlendültek a résen, majd a földre ugrottak, és elnyerték az utcai szabadságot. Devigny elkerülte a német keresőcsapatokat, és az ellenállásban részt vevő bajtársak segítségével Svájcba menekült.
A németek úgy álltak bosszút Devigny-n, hogy letartóztatták két unokatestvérét, és haláltáborba küldték őket. Svájcot elhagyva Spanyolországba ment, ahol ismét letartóztatták, de ismét megszökött. Miután újra csatlakozott a francia hadsereghez, részt vett Elzász felszabadításában. A háború után Charles de Gaulle elnök a felszabadításért járó rangos Ordre de la Libération érdemkereszttel tüntette ki. Később a francia külügyi hírszerző szervezet magas rangú tisztviselőjévé nevezték ki.
Algériai szolgálata alatt Devigny emlékiratot írt a Montluc börtönből való szökéséről, amely 1956-ban jelent meg Un condamné à mort s'est échappé ("Egy halálraítélt megszökött") címmel. Robert Bresson, aki maga is német hadifogságban volt, a memoárból készített azonos című filmet (az angol nyelvű változat A Man Escaped címmel került a mozikba), amely a cannes-i filmfesztiválon díjat nyert. 1964-ben Devignyt visszahívták Franciaországba, hogy segítsen a francia hadsereg titkos átszervezésében. 1971-ben vonult nyugdíjba, miután Georges Pompidou elnök Alexandre de Marenchest nevezte ki a hírszerző szolgálatok élére. Fontolgatta, hogy belép a politikába, de úgy döntött, hogy nem teszi, "amikor rájöttem, hogy a hátba szúrás sokkal rosszabb, mint bármi, amivel valaha is találkoztam a titkos hadviselés során". Devigny 1999-ben halt meg.

## Emlékirata, magyarul
- Un condamné à mort s'est échappé – Gallimard, Paris, 1956 · [7]
  - A halálraítélt megszökött – Zrínyi, Budapest, 1969 · Fordította: Hárs György

## Fordítás
- Ez a szócikk részben vagy egészben  az   André Devigny című angol Wikipédia-szócikk fordításán alapul.  Az eredeti cikk szerkesztőit annak laptörténete sorolja fel. Ez a jelzés csupán a megfogalmazás eredetét és a szerzői jogokat jelzi, nem szolgál a cikkben szereplő információk forrásmegjelöléseként.